# Dolphin-Klasse
Koordinaten: 32° 49′ 33″ N, 34° 59′ 50″ O
Die Dolphin-Klasse ist eine israelische U-Boot-Klasse, die vom Ingenieurkontor Lübeck nach israelischen Vorgaben aus den deutschen U-Boot-Klassen 209 und 212 A entwickelt wurde. Insgesamt sechs Boote dieser Klasse wurden von 1992 bis 2021 von HDW in Kiel, heute Teil von ThyssenKrupp Marine Systems, in Kooperation mit den Nordseewerken in Emden gebaut und erprobt. Die drei Einheiten des ersten Bauloses besitzen einen dieselelektrischen Antrieb, alle folgenden – ab 2007 gebaut – einen zusätzlichen Brennstoffzellenantrieb. Vermutlich sind die Boote mit atomwaffenfähigen Marschflugkörpern bestückt. Die drei Einheiten des dritten Bauloses, die ab 2031 die des ersten ersetzen sollen, werden als Dakar-Klasse bezeichnet werden.

## Geschichte

### Erstes Baulos
Bereits in den 1950er Jahren hatte die deutsche Bundesregierung der Lieferung von U-Booten nach Israel prinzipiell zugestimmt, obwohl die Bundesrepublik außerhalb der NATO grundsätzlich keine Waffen in Krisenregionen liefert. Ursache dieser Ausnahme ist das in der historischen Verantwortung Deutschlands begründete besondere deutsch-israelische Verhältnis; die Bundesrepublik weicht aus Verantwortung für Israels Sicherheit von ihren Exportregeln ab. Nicht zuletzt wegen offener Finanzierungsfragen zogen sich die Verhandlungen bis zum Ende der 1980er Jahre in die Länge, so dass in den 1970er Jahren in Großbritannien für Israel die Gal-Klasse gebaut wurde.
Als im Zweiten Golfkrieg bekannt wurde, dass deutsche Firmen dem Irak bei der Produktion chemischer Waffen und der Reichweitenerhöhung seiner R-17-Raketen geholfen hatten und der Irak vierzig dieser Raketen auf Israel abfeuerte, sorgte die Vorstellung, dass abermals jüdisches Leben durch deutsches Giftgas bedroht werden könnte, sowohl in Israel als auch in Deutschland für erhebliche Bestürzung, auch als sich herausstellte, dass die Raketen nur konventionell bestückt waren. Israel verzichtete auf Vergeltungsschläge gegen den Irak, da dies die auch arabische Staaten umfassende Koalition gegen Saddam Hussein gefährdet hätte. Im Gegenzug sagte die Bundesregierung die Lieferung der lange versprochenen U-Boote zu, zumal im Jahr 1993 Russland dem Iran drei moderne U-Boote des Projekts 877 geliefert hatte. Die ersten beiden Dolphin-Boote waren im Hinblick auf die deutsche Beteiligung am irakischen Giftgas- und Raketenprogramm ein Geschenk Deutschlands an Israel, während die beiden Staaten das dritte Boot je zur Hälfte bezahlten. Diese drei Einheiten kosteten jeweils rund 225 Millionen Euro.
Durch die finanzielle Unterstützung des U-Boot-Exportes nach Israel wurde die unter erheblichen Schwierigkeiten leidende deutsche Werftindustrie versteckt subventioniert, um dadurch Arbeitsplätze in der strukturschwachen Küstenregion zu sichern. Die militärische Werftindustrie sollte durch eine Fusion insbesondere gegenüber Konkurrenz aus Frankreich neu aufgestellt werden, Widerstände aus den Belegschaften sollten durch die auslastungssichernden Exportaufträge reduziert werden. Außerdem konnten beim Bau der ersten drei Boote bereits einige technische Komponenten für den geplanten Typ 212 A bzw. dessen Exportversion Typ 214 getestet werden. Bereits beim Bau von Schnellbooten hatte es eine ähnliche Entwicklung gegeben: Die deutsch-französische Tiger-Klasse entstand aus den in der Bundesrepublik konstruierten Schiffen der Sa’ar-1-Klasse. Während von den siebenundzwanzig ins Ausland verkauften Einheiten der U-Boot-Typen 212 A bzw. 214 tatsächlich nur drei in Deutschland auf Kiel gelegt worden waren, wurden und werden alle Dolphins dort gebaut.

### Zweites Baulos
Die Bundesregierung Gerhard Schröder II genehmigte im November 2005 als eine ihrer letzten Amtshandlungen den Verkauf von zwei weiteren U-Booten und eine Kaufoption Israels für ein drittes U-Boot; alle mit einem zusätzlichen Brennstoffzellenantrieb. 2006 genehmigte die Regierung Merkel I auch den Export dieses sechsten U-Boots; 2011 wurde es bestellt.
Der Stückpreis der U-Boote wurde auf 400 bis 550 Millionen Euro geschätzt. Die Preissteigerung resultierte vor allem aus dem technisch aufwändigeren Brennstoffzellenantrieb, der eine Verlängerung des Rumpfes um etwa zehn Meter erforderlich machte. Bei diesen U-Booten übernahm Deutschland ein Drittel des Kaufpreises, maximal 333 Millionen Euro für das vierte und fünfte Boot zusammen. Das Gesamtvolumen der Aufträge lag bei knapp 2,4 Milliarden Euro. Insgesamt wurden sie von Deutschland mit 900 Millionen Euro direkt subventioniert. Hinzu kam, dass die Bundesrepublik von Israel Drohnen und andere Militärtechnik für rund 135 Millionen Euro kaufte, womit Israel einen Teil des Kaufpreises für das sechste Boot bezahlte. Die Boote sind die teuersten einzelnen Waffensysteme des israelischen Militärs.
Die INS Drakon lief im August 2023 in Kiel zur Erprobung vom Stapel. Es zählt zum zweiten Baulos, unterscheidet sich aber von den zwei älteren Booten dieses Bauloses, da es einige Meter länger ist, ein längeres und breiteres „Segel“ (Turm) hat und neuere Technik eingebaut wurde, von der man noch nicht sicher weiß, um was es sich handelt.

### Drittes Baulos
Israel plant, die Einheiten des ersten Bauloses ab 2031 durch drei neue, bei ThyssenKrupp Marine Systems gebaute Boote zu ersetzen.
Die Entscheidung zum Bau des dritten Bauloses ist in Israel nicht zuletzt deshalb umstritten, da Ministerpräsident Benjamin Netanjahu sie gegen den Widerstand des Verteidigungsministeriums durchgesetzt hat. Gegen Netanjahu werden in diesem Zusammenhang Korruptionsvorwürfe erhoben, da Netanjahus Cousin und privater Rechtsberater David Schimron zugleich auch den israelischen Bevollmächtigten von Thyssen-Krupp Marine Systems anwaltlich vertrat. Die israelische Generalstaatsanwaltschaft leitete ein Ermittlungsverfahren gegen Eliezer Marom, ehemaligen Generalmajor der israelischen Marine, ein. Ministerpräsident Netanyahu ist derzeit selbst nicht unter Verdacht. Nachdem der Verkauf der U-Boote zunächst auf unbestimmte Zeit verschoben wurde, gab die Bundesregierung am 20. Oktober 2017 bekannt, dass sie dem Verkauf nun unter strengen Auflagen zugestimmt hat. Erst wenn die israelische Staatsanwaltschaft alle ihre Ermittlungen diesbezüglich eingestellt hat, dürfen die Boote ausgeliefert werden.
Im November 2018 gab der Kommandeur der israelischen Marine, Vizeadmiral Eli Scharvit bekannt, dass die U-Boote des dritten Bauloses Dakar-Klasse genannt werden sollen – nach dem israelischen U-Boot Dakar, das im Januar 1968 im Mittelmeer sank. Normalerweise wird eine Klasse nach seinem ersten Boot benannt, was aber aufgrund von Protesten von Angehörigen der gesunkenen Dakar hier nicht gemacht wurde, d. h. das erste Boot wird einen gesonderten Namen erhalten.
Am 20. Januar 2022 wurde der Vertrag über das dritte Baulos unterzeichnet. Der Vertrag im Umfang von etwa 3 Milliarden Euro beinhaltet neben der Lieferung von drei U-Booten auch die Einrichtung eines Simulators in Israel, logistische Unterstützung und die Lieferung von Ersatzteilen. Die drei U-Boote werden größer sein als die U-Boote der bisherigen Dolphin-Serie und werden daher zur neuen Dakar-Klasse gerechnet. ThyssenKrupp will dafür 250 Millionen Euro in seine Werft investieren. Dafür sollen unter anderem eine neue Schiffsbauhalle und eine Brennstoffzellenfertigung gebaut werden. Deutschland übernimmt 540 Millionen Euro der Kosten und investiert zudem im Rahmen einer Industriekooperation mehr als 850 Millionen Euro in israelische Unternehmen, unter anderem im Militärsektor.

## Technik und Bewaffnung

### Erstes Baulos
Die Boote basieren auf dem Typ 209, haben aber einen größeren Druckkörper und werden daher nicht mehr zu dieser Klasse gezählt. Sie sind der Vorgänger des deutschen Typs 212 A, der eine etwas geringere Verdrängung und standardmäßig Brennstoffzellenantrieb hat. Die israelischen Firmen Elisra, Elbit und Israel Military Industries waren an der Planung und Produktion beteiligt.
Die Boote sind mit sechs Torpedorohren im internationalen Standardkaliber 533 mm ausgerüstet. Zusätzlich besitzen sie vier Torpedorohre im Kaliber 650 mm. Eine Nutzung dieser Rohre für Torpedos bei der israelischen Marine erscheint unwahrscheinlich, da solch große Rohre bislang nur von der russischen Marine für Typ-65-Torpedos und RK-7-Raketen genutzt werden.
Es wird davon ausgegangen, dass aus diesen Rohren nukleare Marschflugkörper eines bislang nicht genau bekannten Typs gestartet werden können. 2003 und 2012 berichtete der Spiegel, dass Israel seine U-Boote zu Kernwaffenträgern umgerüstet habe. Eine offizielle Bestätigung von israelischer Seite gibt es dafür nicht. Israel hat den Atomwaffensperrvertrag nicht unterzeichnet und lehnte 2010 auch eine nicht bindende Resolution der IAEO ab, in der es aufgefordert wurde, diesen Vertrag zu unterzeichnen und Inspekteuren den Zutritt zu seinen Atomanlagen zu gewähren. Wahrscheinlich finden die Popeye Turbo, eine modifizierte Harpoon oder selbstentwickelte Flugkörper auf den Dolphins Verwendung. Da die relativ geringe Reichweite dieser ursprünglichen Flugkörper von wenigen hundert Kilometern kaum ein strategisches Abschreckungspotential auch für weiter entfernte Länder zulässt, wird vermutet, dass Israel die Reichweite der Raketen auf etwa 1500 Kilometer gesteigert hat.

### Zweites und drittes Baulos

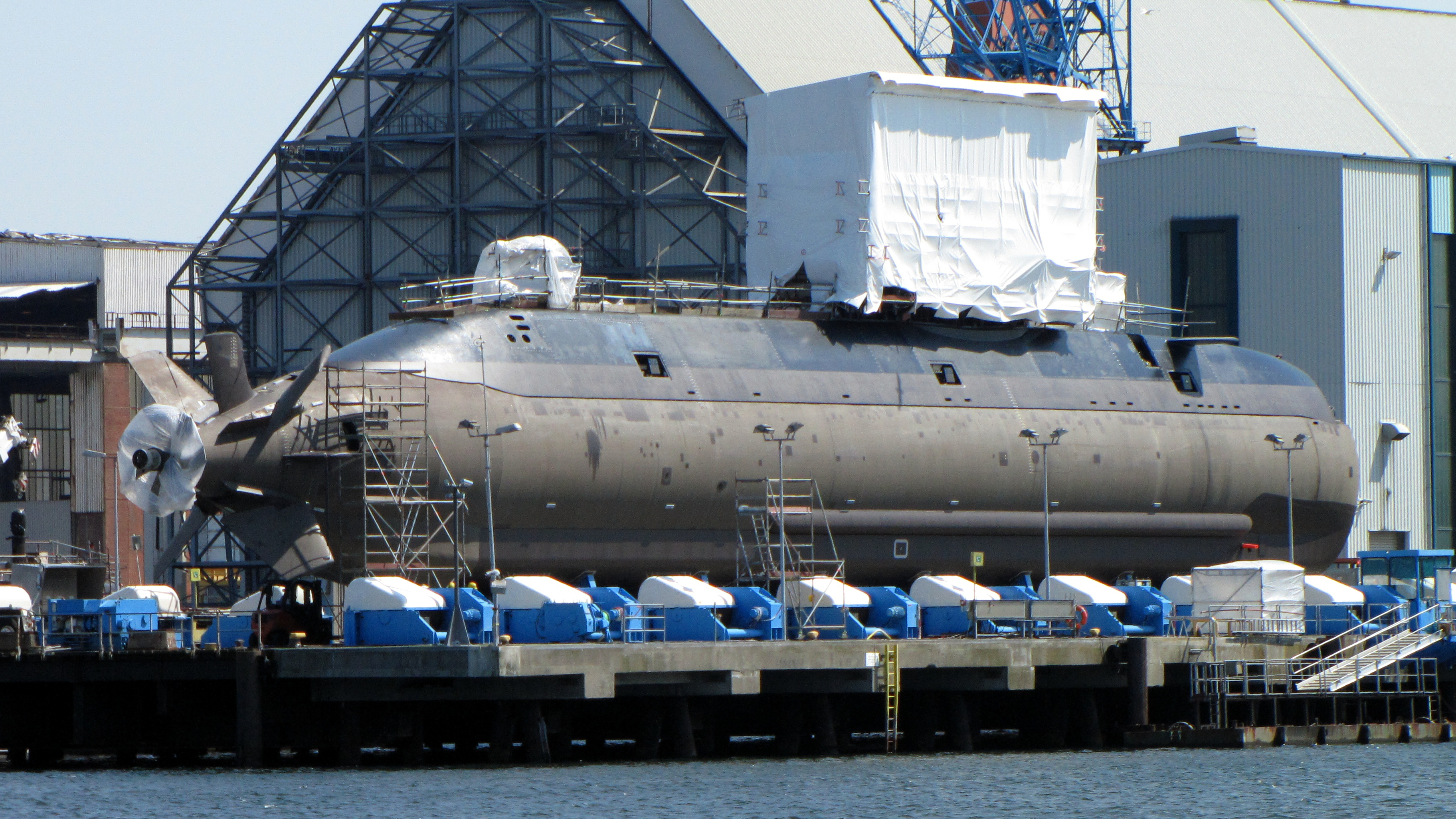
Die Tanin (zweites Baulos) bei HDW in Kiel im Juli 2012

Die Rahav zur Erprobung in Wilhelmshaven im Juli 2014

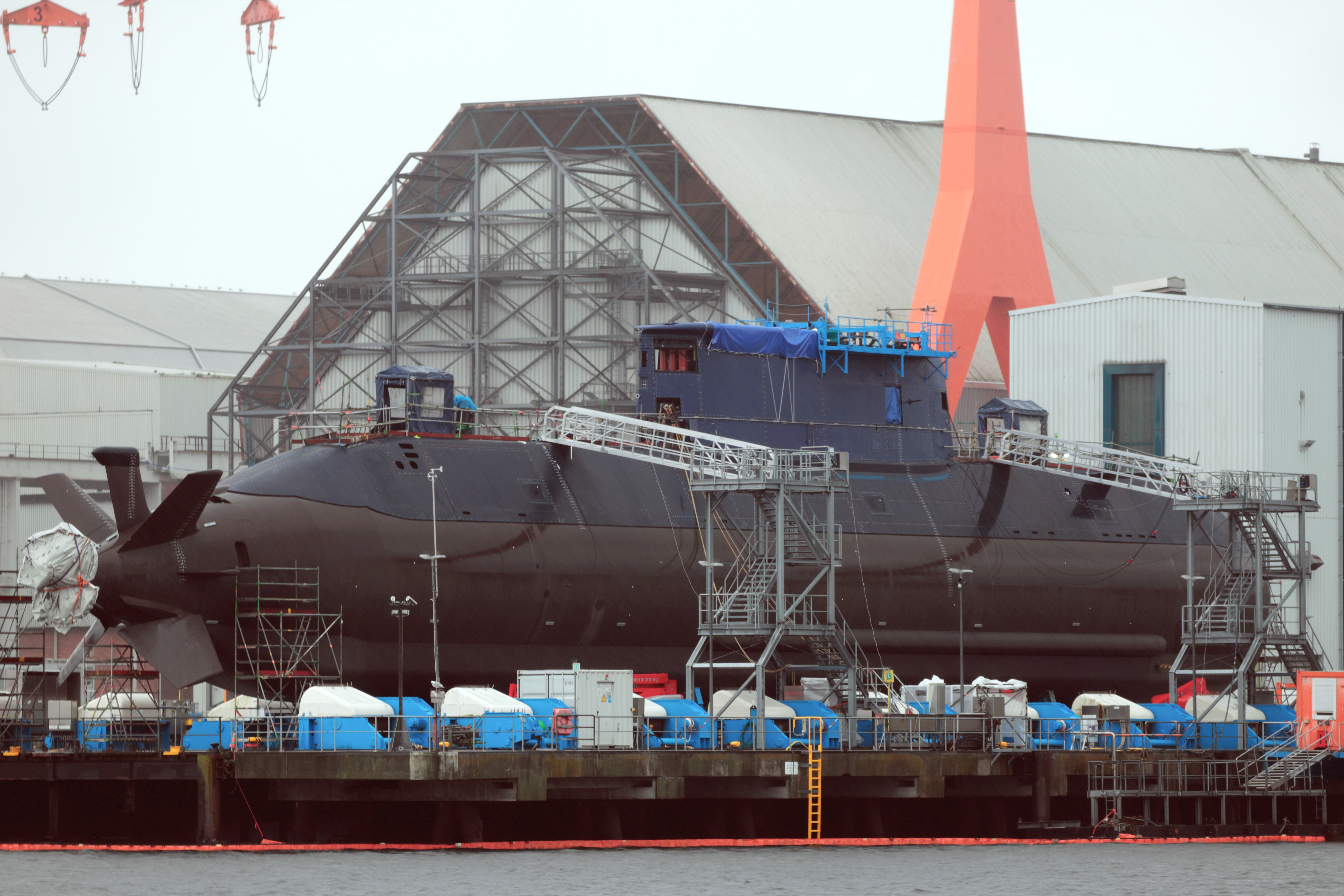
Die Drakon (modifiziertes zweites Baulos) bei TKMS in Kiel im August 2023

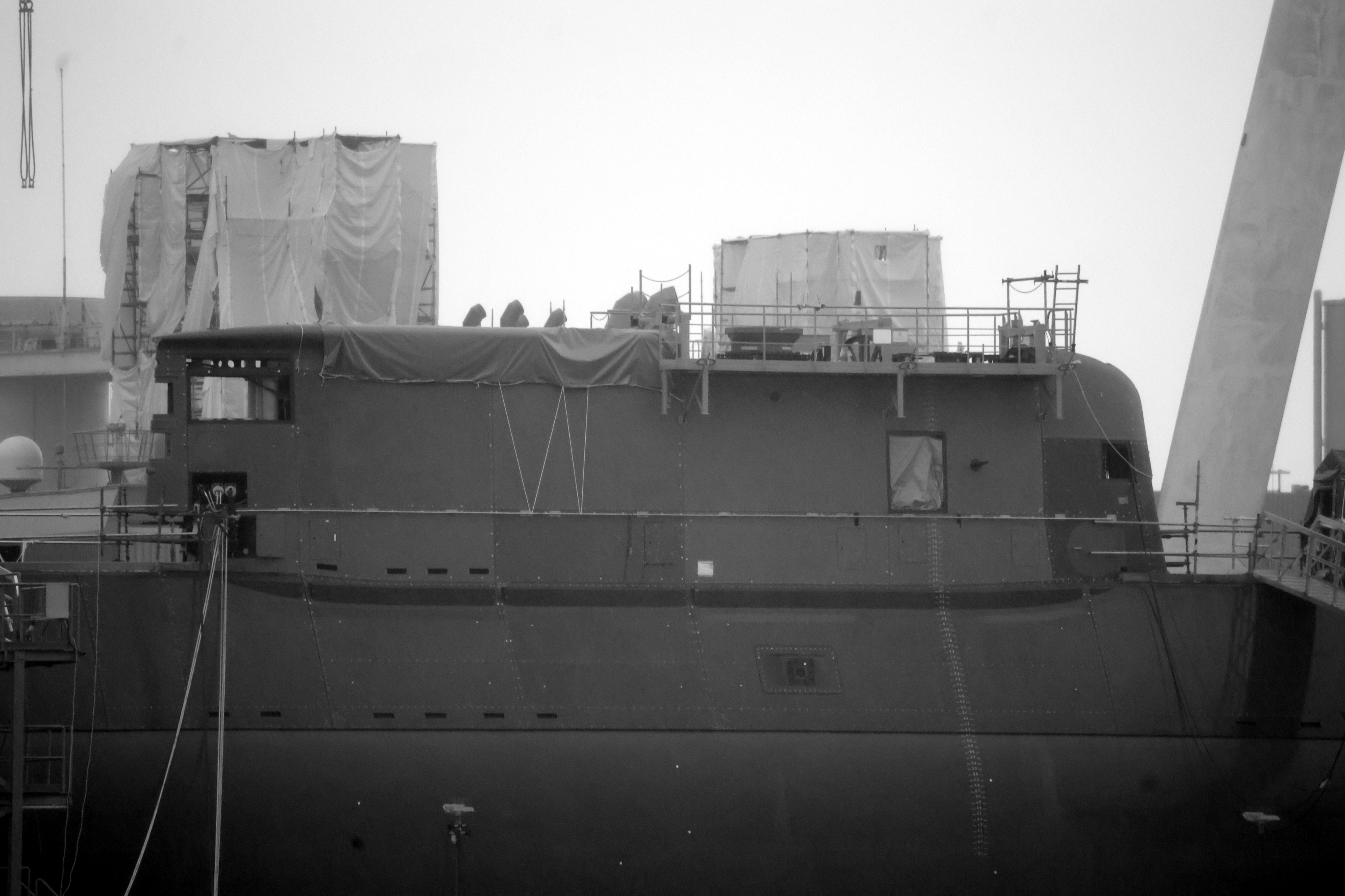
Detailansicht der verlängerten Turmverkleidung (achtern des Schnorchels) und eingefügter Druckkörpersektion der Drakon

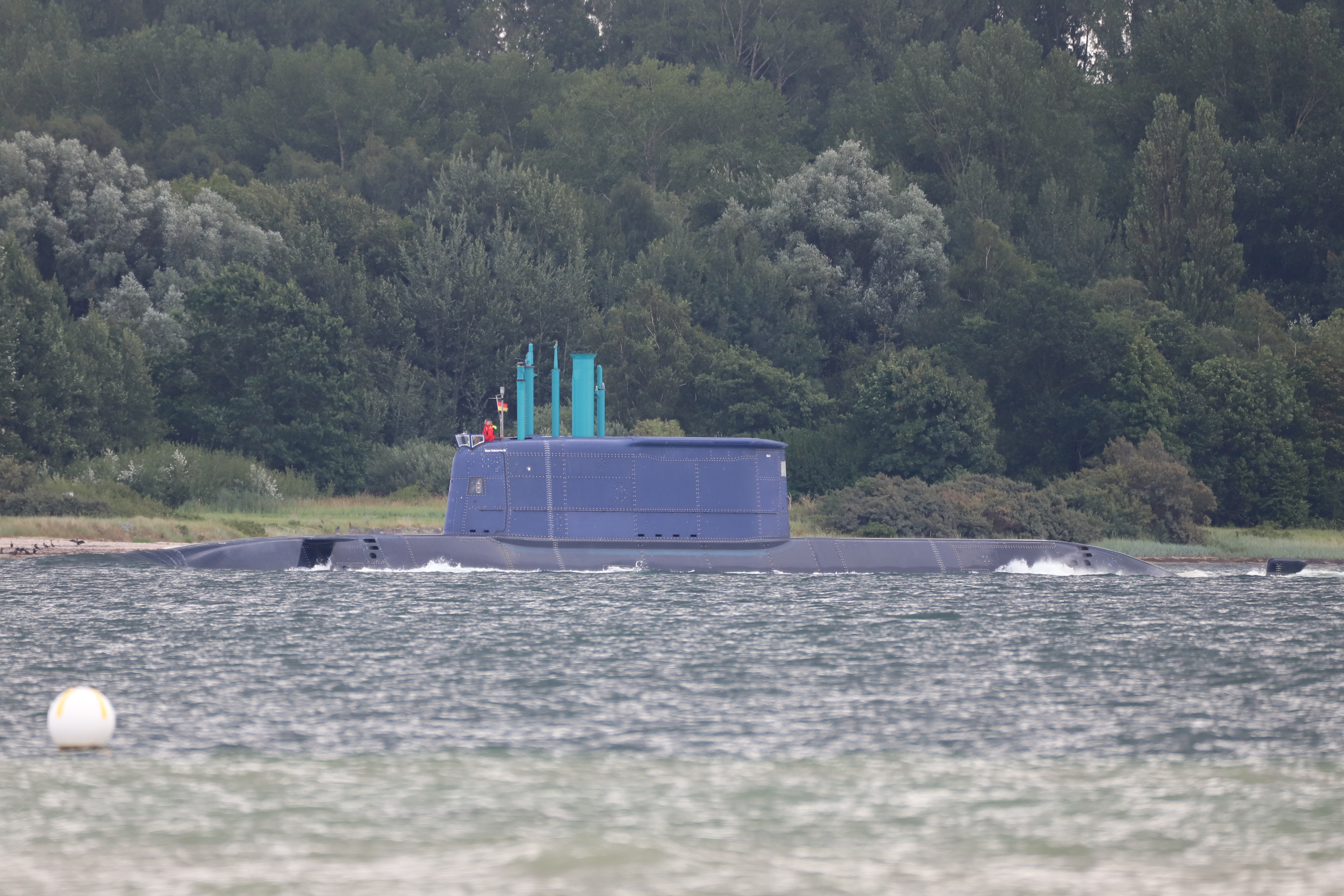
Die Drakon zur Seeerprobung aus Kiel auslaufend im Juli 2025

Die drei Boote des zweiten Bauloses erfuhren einige technische Veränderungen und werden daher teilweise auch als Dolphin-II-Klasse oder auch Dolphin AIP (Air-independent propulsion) bezeichnet. Sie sind mit einer Länge von 68,6 m länger als die älteren Boote mit 57,3 m. Sie besitzen zusätzlich einen Brennstoffzellenantrieb, der eine Reichweite von mindestens 15.000 Seemeilen ermöglichen soll. Über die drei Boote des dritten Bauloses wird berichtet, dass sie wie ihre Vorgänger über zum Abschuss von Marschflugkörpern geeignete Torpedorohre sowie Brennstoffzellenantrieb verfügen sollen.
Laut Otfried Nassauer, Leiter des Berliner Informationszentrums für Transatlantische Sicherheit, erhält Israel durch den Brennstoffzellenantrieb flexiblere militärische Handlungsmöglichkeiten gegenüber dem Iran, der als Israels größte Bedrohung gilt, da er ein eigenes Atomprogramm betreibt, und der Israels Existenzrecht bestreitet. Nassauer sieht in der Lieferung einen Widerspruch zu den politischen Grundsätzen der Bundesregierung. Auf der anderen Seite ist eine lange Kontinuität auch vorangegangener deutscher Regierungen zu erkennen, für die es als Staatsräson gilt, dass die Bundesregierung als Ausdruck historischer Verantwortung für Israel auch Kriegswaffen wie U-Boote liefert.
Im August 2023 wurde die INS Drakon (drittes Boot des zweiten Bauloses) nach einer ungewöhnlich langen Bauphase zum ersten Mal auf der Werft in Kiel gesichtet (siehe Fotos rechts) und zwischenzeitlich auch zu Wasser gelassen. Da sie im Vergleich zur Tanin und Rahav einen nach hinten verlängerten Turm besitzt und sich auch die Gesamtlänge dadurch um etwa 4 Meter erhöht, wird vermutet, dass dort ein sogenanntes VLS (Vertical Launching System) eingebaut wurde, um damit Marschflugkörper oder ballistische Raketen senkrecht zu starten, die auch nuklear bestückt sein können. Südkorea besitzt bereits ein solches System, das auf ihren neuesten konventionellen AIP-U-Booten installiert ist. Auch diese wurden ursprünglich von TKMS gebaut, sind aber von Südkorea zur KSS-III-Klasse weiterentwickelt worden.
Die INS Drakon wurde am 12. November 2024 in Kiel getauft. Sie soll im Laufe des Jahres 2025 ausgeliefert werden und neue technische Systeme enthalten. Neben der Taufe wurde auch der Baubeginn der zukünftigen Dakar-Klasse mit diesem Festakt begangen. Neben ihren eigentlichen Funktionen kann die INS Drakon wegen ihrer neuen Systeme auch als Prototyp für die kommende Dakar-Klasse angesehen werden.

## Stationierung und Einsatzraum
Die Boote haben Haifa zum Heimathafen und bilden die schwimmenden Einheiten der dortigen 7. Flottille. Ihr primärer Einsatzraum ist das östliche Mittelmeer. Hier bilden sie die vermutete nukleare Zweitschlag-Kapazität Israels bei einem Angriff. Die Entfernung nach Teheran von dort beträgt etwa 1500 km, was nach Expertenmeinung die an Bord stationierten Marschflugkörper problemlos zurücklegen können.
Pressemeldungen, dass sich jeweils ein U-Boot mit atomaren Marschflugkörpern ständig im Persischen Golf aufhalte, um eine abschreckende Rolle gegenüber dem Iran einzunehmen, werden in Fachkreisen bezweifelt, da die regelmäßige und freie Nutzung des Sueskanals hierfür Voraussetzung wäre. Dokumentiert sind lediglich zwei Passagen des Kanals durch Dolphin-Boote, die jedoch anderen Zielen galten. Israel beabsichtigt nach eigenem Bekunden nicht, die U-Boote in der Marinebasis Eilat am Roten Meer zu stationieren.
Nach uneinheitlicher Darstellung sudanesischer Medien gab es israelische U-Boot-Aktivitäten vor der sudanesischen Küste während zweier IAF-Luftschläge im November bzw. Dezember 2011 gegen Waffentransporte für den Gazastreifen durch den Sudan, wobei das sudanesische Militär die Vorfälle bestritt.

## Besatzung
Die Besatzungen bestehen aus 33 (erstes Baulos) bzw. 50 Mann (maximal, zweites Baulos). Obwohl die IDF in fast allen ihren Truppenteilen seit vielen Jahren Frauen zulässt, bleibt ihnen der Dienst auf U-Booten verwehrt, da die extreme Enge an Bord unweigerlich und ständig zu Körperkontakt mit anderen führt. Zudem gibt es dort nur eingeschränkte sanitäre Anlagen und keine Rückzugsmöglichkeiten für weibliche Crewmitglieder. Bis 2014 war auch auf den weitgehend baugleichen deutschen U-Booten der Dienst für Frauen untersagt, bis dann der erste weibliche Wachoffizier auf U31 seinen Dienst antrat.

## Einheiten

### Erstes Baulos
| Name          | Übersetzung                                         | Baulos | Kiellegung   | Stapellauf     | Indienststellung | Status | Kosten                  | Deutscher Zuschuss (in %) |
| ------------- | --------------------------------------------------- | ------ | ------------ | -------------- | ---------------- | ------ | ----------------------- | ------------------------- |
| INS Dolphin   | Delfin                                              | 1.     | Februar 1992 | 12. April 1996 | 29. März 1999    | aktiv  | rund 225 Millionen Euro | 100                       |
| INS Leviathan | Seeungeheuer Leviathan                              | 1.     | 1993?        | 25. April 1997 | 29. Juni 1999    | aktiv  | rund 225 Millionen Euro | 100                       |
| INS Tekuma    | אח״י תְּקוּמָה AChI Tqūmah, deutsch ‚Wiederaufrichtung‘ | 1.     | 1994?        | 11. Juli 1998  | 25. Juli 2000    | aktiv  | rund 225 Millionen Euro | 50                        |

### Zweites Baulos
| Name       | Übersetzung                            | Baulos | Kiellegung | Stapellauf     | Indienststellung | Status    | Kosten                  | Deutscher Zuschuss (in %) |
| ---------- | -------------------------------------- | ------ | ---------- | -------------- | ---------------- | --------- | ----------------------- | ------------------------- |
| INS Tanin  | Seeungeheuer Tannin, mit Rahav erwähnt | 2.     | 2007       | Mai 2012       | 30. Juni 2014    | aktiv     | rund 600 Millionen Euro | 33                        |
| INS Rahav  | Ungeheuer Rahav                        | 2.     | 2008       | 29. April 2013 | 13. Januar 2016  | aktiv     | rund 600 Millionen Euro | 33                        |
| INS Drakon | Drache                                 | 2.     | 2012       | August 2023    | ≈ 2025           | Erprobung | > 600 Millionen Euro    | 33 ?                      |

### Drittes Baulos
| Name  | Übersetzung | Baulos | Kiellegung | Stapellauf | Indienststellung | Status  | Kosten             | Deutscher Zuschuss (in %) |
| ----- | ----------- | ------ | ---------- | ---------- | ---------------- | ------- | ------------------ | ------------------------- |
| INS ? |             | 3.     | 2024       |            | ab 2030          | im Bau  | ≈ 1 Milliarde Euro | ?                         |
| INS ? |             | 3.     |            |            |                  | geplant | ≈ 1 Milliarde Euro | ?                         |
| INS ? |             | 3.     |            |            |                  | geplant | ≈ 1 Milliarde Euro | ?                         |